# Julia Jones (Tennisspielerin)
Julia Jones (* 3. April 1994) ist eine ehemalige US-amerikanische Tennisspielerin.

## Karriere
Julia Jones spielt vorrangig Turniere auf dem ITF Women’s Circuit, bei denen sie bislang einen Einzeltitel gewinnen konnte.
Im College Tennis schied sie bei den NCAA Division I Tennis Championships 2015 bereits in der zweiten Runde aus. Bei den American Collegiate Invitational 2015 verlor sie im Halbfinale gegen die spätere Siegerin Robin Anderson.
Ihr bislang letztes internationale Turnier spielte sie im Juni 2016. Sie wird daher nicht mehr in der Weltrangliste geführt.

## Turniersiege

### Einzel
| Nr. | Datum         | Turnier             | Kategorie   | Belag     | Finalgegnerin | Ergebnis |
| --- | ------------- | ------------------- | ----------- | --------- | ------------- | -------- |
| 1.  | 26. Juli 2015 | Scharm asch-Schaich | ITF $10.000 | Hartplatz | Giada Clerici | 6:3, 6:4 |